# Arisaema bathycoleum
Arisaema bathycoleum là một loài thực vật có hoa trong họ Ráy (Araceae). Loài này được Hand.-Mazz. mô tả khoa học đầu tiên năm 1924 publ. 1925.